# Cynthia Story
『Cynthia Story』（シンシア ストーリー）は、1988年7月21日に8cmCD発売された南沙織のミニベストアルバム。発売元は、CBSソニー。規格品番: 15EH-8040。

## 解説
CBSソニー創立20周年を記念して8cmCDでリリースされた『My Favorite Songs』シリーズの南沙織盤であり、シンシアにとっては初の8cmCD作品となった。
同シリーズにはTUBEの『My Favorite Songs』、大橋純子の『MY FAVORITES』、山口百恵の『MOMOE FOREVER』、南野陽子の『YOKO'S FAVORITE』などが存在しており、基本的にジャケット左上にMy Favorite Songsと書かれているのが特徴である。
また今作含め楽曲数が基本5曲だったため、歌詞は別の紙に印刷され折り畳まれ封入されている。
今作は、1971年から1973年の間に発売されたシングル曲で構成されている。
定価は1500円。

## 収録曲
- 全曲作詞: 有馬三恵子、作曲・編曲: 筒美京平

1. 17才
2. 潮風のメロディ
3. ともだち
4. 純潔
5. 色づく街

## 関連作品
- シンシア（南沙織）の8cmCD作品

青空
約束
よろしく哀愁
愛は一度だけですか
初恋
プラチナシングルシリーズ 南沙織 17才/純潔
プラチナシングルシリーズ 南沙織 色づく街/人恋しくて